# Листопад 2005
Листопад 2005 — одинадцятий місяць 2005 року, що розпочався у вівторок 1 листопада та закінчився у середу 30 листопада.

## Події
- 9 листопада — з космодрому Байконур успішно стартувала ракета-носій «Союз-ФГ» з міжпланетної станцією «Венера-експрес».
- 29 листопада — центральна виборча комісія України зареєструвала ініціативні групи для проведення референдуму з питань вступу країни в НАТО і ЄЕП.